# Ostrówek (Galczyce)
Ostrówek – część wsi Galczyce w Polsce, położona w województwie wielkopolskim, w powiecie konińskim, w gminie Wierzbinek, na północ od wsi Ostrowo.
W latach 1975–1998 Ostrówek należał administracyjnie do województwa konińskiego.